# Филиппов, Андрей Никифорович
Андрей Никифорович Филиппов — российский инженер, учёный, заслуженный изобретатель СССР.
Участник Великой Отечественной войны.
С 1950-х гг. работал в НАМИ, с 1970-х гг. заведующий межотраслевой лабораторией при НАМИ.
Премия Совета Министров СССР 1972 года — за разработку и внедрение новых антифрикционных порошковых материалов, позволяющих обеспечить надежную и длительную работу узлов трения в агрегатах автомобилей (в составе коллектива: А. Н. Филиппов, Ю. Д. Бойков, к.т. н. К. А. Вернер, к.т. н. И. С. Лунев).
Заслуженный изобретатель СССР (1985).Указ Президиума Верховного Совета СССР «О присвоении почётного звания „Заслуженный изобретатель СССР“ тов. Филиппову А. Н.» 26 ноября 1985 г. № 3675-XI